# Кодоло ди Сото (Маса-Карара)
Кодоло ди Сото је насеље у Италији у округу Маса-Карара, региону Тоскана.
Према процени из 2011. у насељу је живело 14 становника. Насеље се налази на надморској висини од 570 м.